# Thyene nigriceps
Thyene nigriceps es una especie de araña saltarina del género Thyene, familia Salticidae. Fue descrita científicamente por Caporiacco en 1949.
Habita en Kenia.